# Bobby Duncum (wrestler 1965)
Bobby Edward Duncum, detto junior (Amarillo, 26 agosto 1965 – Austin, 24 gennaio 2000), è stato un wrestler statunitense, noto per i suoi trascorsi nella World Championship Wrestling come membro dei West Texas Rednecks.

## Carriera

### Inizi (1992–1995)
Dopo aver giocato a football americano nella University of Texas at Austin, e come professionista nell'Arena Football League, Duncum debuttò come wrestler nella Global Wrestling Federation nel settembre 1992. Due mesi dopo il debutto, lui e Johnny Hawk, conosciuti come The Texas Mustangs, vinsero il GWF Tag Team Championship sconfiggendo The Rough Riders (Black Bart & Johnny Mantell). Dopo poco meno di due mesi, il 29 gennaio 1993 i Mustangs persero le cinture in favore dei The Bad Breed (Axl Rotten & Ian Rotten). La coppia si divise poco tempo dopo.

### All Japan Pro Wrestling & Extreme Championship Wrestling (1995–1998)
Dopo una pausa di due anni, Duncum ritornò al wrestling e fece il suo debutto nella All Japan Pro Wrestling l'8 gennaio 1995, dove lui, Gary Albright e Joel Deaton sconfissero Eagle, Lacrosse e The Patriot. Nel corso degli anni successivi lottò in vari match singoli e six-man tag team nella AJPW, facendo anche qualche apparizione nella Continental Wrestling Alliance di Dallas, Texas.
Mentre era ancora sotto contratto con la AJPW, esordì anche nella Extreme Championship Wrestling il 14 febbraio 1997, sconfiggendo Balls Mahoney. Quindi cominciò a dividersi tra le due compagnie lottando in entrambe. Il suo match finale in ECW fu una sconfitta per mano di Mikey Whipwreck il 18 luglio 1998, mentre l'ultimo incontro combattuto nella AJPW fu un tag team match dove lui e Stan Hansen persero contro Gary Albright e Yoshihiro Takayama l'11 settembre.

### World Championship Wrestling (1998-1999)

#### Debutto (1998)
Duncum debuttò nella World Championship Wrestling a WCW Monday Nitro come personaggio face e sconfisse Chris Jericho per conteggio fuori dal ring. Sei giorni dopo, all'evento World War 3, esordì in pay-per-view scontrandosi nuovamente con Jericho, ma questa volta venne sconfitto. Duncum proseguì il feud con Jericho; poi formò un tag team che ebbe vita breve con Mike Enos.

#### West Texas Rednecks (1999)
Duncum divenne un "heel" all'inizio del 1999 e si unì a Curt Hennig, Barry Windham e Kendall Windham nel formare la stable chiamata The West Texas Rednecks. Anche se originariamente la fazione doveva essere il gruppo di "cattivi" rivale dei No Limit Soldiers di Master P, una stable di rapper, i Rednecks furono invece accolti positivamente dal pubblico sudista della WCW, che li applaudiva acclamandoli mentre invece fischiava i No Limit Soldiers. Mentre Hennig e Barry lottavano per il WCW World Tag Team Championship, Duncum lottava prevalentemente da singolo a Saturday Night e Thunder, includendo anche una sconfitta in un match per il titolo WCW World Television Championship per mano di Booker T il 15 aprile a Thunder.
Il 13 giugno all'evento The Great American Bash, Duncum & Hennig persero contro Konnan & Rey Mysterio Jr. dei No Limit Soldiers in un tag team match. Meno di un mese dopo, i Rednecks furono nuovamente sconfitti dai Soldiers a Bash at the Beach nel corso di un elimination tag team match svoltosi l'11 luglio. Verso la fine del loro feud con i Soldiers, i Rednecks fecero l'ultima apparizione in pay-per-view all'evento Road Wild del 14 agosto, dove Duncum, Barry e Hennig furono sconfitti da The Revolution (Dean Malenko, Perry Saturn & Shane Douglas) in un six-man tag team match.
Dodici giorni dopo a Thunder, Duncum fece l'ultima apparizione televisiva quando lui, Barry e Kendall Windham persero contro i Filthy Animals (Eddy Guerrero, Kidman & Rey Mysterio Jr.).

## Vita privata
Suo padre, Bobby Duncum Sr., era anch'esso un wrestler professionista.

## Morte
Il 24 gennaio 2000 alle 5:00 di mattina, Duncum venne rinvenuto cadavere dal coinquilino nel suo appartamento a causa di un'overdose. Aveva 34 anni. Resoconti delle stazioni radiofoniche KEYE-42 e KTBC Fox 7 di Austin menzionarono il fatto che Duncum aveva appena divorziato. L'autopsia rivelò che egli era andato in overdose a causa del Fentanyl, un antidolorifico 100 volte più potente della morfina. Non avendo una prescrizione medica, la droga gli era stata fornita da un parente. Duncum Jr. è sepolto presso l'Holliman Cemetery della contea di Milam, in Texas.

## Titoli e riconoscimenti
- Global Wrestling Federation
  - GWF Tag Team Championship (1) – con Johnny Hawk[14]
- Pro Wrestling Illustrated
  - 202º nella lista dei migliori 500 wrestler singoli nei PWI 500 del 1999[15]
  - 494º nella lista dei migliori 500 wrestler singoli nei "PWI Years" del 2003[16]